# 島薗順次郎
島薗 順次郎（しまぞの じゅんじろう、1877年（明治10年）3月12日 - 1937年（昭和12年）4月27日）は、日本の医師、内科学者、医学博士。和歌山県、現在の和歌山市出身。脚気がビタミン欠乏症であることを発見した。

## 生涯
1877年3月12日、和歌山県、現在の和歌山市（当時は市制施行以前）に須藤暢の次男として生まれた。父を幼少期に亡くし、母と13歳上の兄の丑彦に育てられた。和歌山中学校在学中に才覚を見込まれ、医師の島薗家の娘婿として養子となる。卒業後、第一高等学校を経て、1899年に東京帝国大学医科大学に進学。大学在学中は、三浦謹之助教授、高橋順太郎教授の指導を受けた。1904年に卒業し、ドイツに留学。
帰国後は、岡山医学専門学校教授、京都帝国大学教授を務め、1924年には三浦の退官により東京帝国大学医学部医学科第一内科学講座教授に抜擢される。1926年5月16日、ビタミンB1欠乏症においての実験的研究により帝国学士院賞を受賞し、1929年には日本初の交換教授としてベルリン大学で1年間講義を行った。
1933年に東京帝国大学医学部附属医院長となり、翌1934年には鈴木梅太郎が発見していたビタミンB1を用いた研究の結果、脚気はビタミンB1の欠乏によるものと結論付けた学説を発表した。
後任の第一内科学講座教授は柿沼昊作。

## 略歴
- 1905年：東京帝国大学医科大学卒業
- 1911年：ドイツに留学。
- 1913年：帰国して岡山医学専門学校（岡山大学医学部の前身）教授に就任。
- 1916年：京都帝国大学医科大学教授
- 1924年：東京帝国大学医学部教授
- 1926年：帝国学士院賞を受賞。
- 1929年：ベルリン大学で日本初の交換教授として講義。
- 1933年：東京帝国大学医学部附属医院長に就任。
- 1937年：定年退官して東京帝国大学名誉教授となったが、間もなく死去。墓所は谷中霊園。

## 業績
- 脚気がビタミンB1欠乏症であることを発見・証明した。

## 家族
妻の津弥（1884年生）は和歌山藩医・島薗恒斎の二女。順次郎の3人の息子は全員学者である。
- 長男・島薗順雄は和洋女子大学教授を務めた医学博士[4]。岳父は東大医学部教授三宅鉱一。
- 次男・島薗平雄は宮崎大学教授を務めた農学博士[4]。
- 三男・島薗安雄は東京医科歯科大学名誉教授で国立武蔵療養所長を務めた医学博士[4]。岳父は東大医学部教授田宮猛雄。
  - 安雄の長男・島薗進は宗教学者[4]。
- 長女・正子は地球物理学者の坪井忠二と結婚した[4]。
- 次女・文子は東京慈恵会医科大学教授を務めた高橋忠雄と結婚した[4]。
- 三女・しづは5代目武田長兵衛の息子で薬学博士の武田敬之助と結婚した[4]。
- 四女・千代は日本プレスコンクリート社長を務めた堀武男と結婚した[4]。

実兄の須藤丑彦（1864-1934）は和歌山県視学、市立和歌山実科高等女学校校長。和歌山県士族・須藤暢の長男として生まれ、（旧制）和歌山中学校（現：和歌山県立桐蔭中学校・高等学校）第一期生として1879年に入学し、南方熊楠と同級生となるが、在学中に父親が死亡したため中退し、1882年より小学校の訓導として働きながら1886年に和歌山県師範学校高等師範学科を卒業、教育者として生涯を終えた。
甥に内務官僚の三浦直彦 (1898-1972) がいる。直彦は須藤丑彦の三男だが、三浦駒之助の養子となり、旧制和歌山中学校、第三高等学校を経て、1922年に東京帝国大学法学部仏法科を卒業。文官高等試験行政科に合格し入省、滋賀県属、本省警保局、岡山県理事官を経て、1926年に内務省社会局保険部事務官となり、社会保険制度発足に尽力。内務書記官・衛生局保険課長時代に五・一五事件が起こり、地方の学務部長に左遷、1935年に関東局に異動となり満州に渡り、1941年より関東局総長、司令部長などを兼任、敗戦後シベリアに抑留され、1947年3月に帰国。1957年より名古屋短期大学学長を務めた。娘婿に江藤淳。